# Leonid Kwasnikow
Leonid Kwasnikow (ros. Леони́д Романо́вич Квасников, ur. 20 maja?/2 czerwca 1905 w Uzłowej w guberni tulskiej, zm. 15 października 1993 w Moskwie) – funkcjonariusz radzieckich służb specjalnych, pułkownik, Bohater Federacji Rosyjskiej (1996).

## Życiorys
Skończył szkołę w Penzie, a 1926 szkołę techniczną w Tule, pracował jako pomocnik maszynisty, technik i maszynista parowozu. Od lutego 1930 do lipca 1934 studiował w Moskiewskim Instytucie Inżynierii Chemicznej, po czym był inżynierem w kombinacie chemicznym, w latach 1935–1938 pracownik naukowy Moskiewskiego Instytutu Inżynierii Chemicznej. Od września 1938 funkcjonariusz Głównego Zarządu Bezpieczeństwa Państwowego, od 1 maja 1940 do 27 marca 1941 szef Oddziału 16 Wydziału 5 Głównego Zarządu Bezpieczeństwa Państwowego, od marca do sierpnia 1941 szef Oddziału 4 Wydziału 3 Zarządu 1 NKGB ZSRR, od 28 kwietnia 1941 starszy porucznik bezpieczeństwa państwowego, od 11 sierpnia do 30 listopada 1941 szef Oddziału 4 Wydziału 5 Zarządu 1 NKWD ZSRR, następnie szef Oddziału 3 Wydziału 3 Zarządu 1 NKWD ZSRR. Od stycznia 1943 do listopada 1945 rezydent NKWD w USA (Nowy Jork), 11 lutego 1943 awansowany na majora, a 4 października 1944 podpułkownika bezpieczeństwa państwowego, od czerwca 1946 do lipca 1947 zastępca szefa Wydziału „1-E” 1 Głównego Zarządu MGB ZSRR, od lipca 1947 do września 1950 szef Wydziału 4 Zarządu 5 Komitetu Informacji przy Radzie Ministrów/Ministerstwie Spraw Zagranicznych (MID) ZSRR, od 1949 pułkownik. Od września 1950 do grudnia 1951 szef Wydziału 2 KI przy MID ZSRR, od 15 stycznioa 1952 p.o. szefa, a od kwietnia 1952 do 17 marca 1953 szef Wydziału 4 Zarządu 1 Głównego MGB ZSRR, od 17 marca do 9 maja 1953 szef Wydziału 11 Zarządu 2 Głównego MWD ZSRR, od 9 maja 1953 do 18 marca 1954 zastępca szefa Wydziału 6 Zarządu 2 Głównego MWD ZSRR, następnie w KGB – zastępca szefa Wydziału 6 Pierwszego Głównego Zarządu KGB, a od 16 lipca 1954 do 2 sierpnia 1963 szef Wydziału 10 Pierwszego Głównego Zarządu KGB, od sierpnia 1963 do grudnia 1966 starszy konsultant Grupy Konsultantów przy Kierownictwie Pierwszego Głównego Zarządu KGB, następnie na emeryturze. Pochowany na Cmentarzu Wagańkowskim w Moskwie.

## Odznaczenia
- Złota Gwiazda Bohatera Federacji Rosyjskiej (pośmiertnie, 15 czerwca 1996)
- Order Lenina (29 października 1949)
- Order Czerwonego Sztandaru Pracy (dwukrotnie)
- Order Wojny Ojczyźnianej II klasy (11 marca 1985)
- Order Czerwonej Gwiazdy (trzykrotnie – 5 listopada 1944, 25 czerwca 1954 i 29 lipca 1985)
- Odznaka „Zasłużony Funkcjonariusz NKWD” (19 grudnia 1942)
- Odznaka „Zasłużony Funkcjonariusz Bezpieczeństwa Państwowego” (18 grudnia 1957)

i medale.